# SCARS (グループ)
SCARS（スカーズ）は、2003年頃に結成された7人のMCと2人のトラックメイカーからなる日本のヒップホップユニット。グループ名の由来は、リーダーのA-THUGが映画『スカーフェイス』に影響され命名した。
日本で初めてハスリングラップを始めたグループといわれている。

## メンバー
- SEEDA（シーダ）（MC）
- BES（ベス）（MC）
- A-THUG（エイサグ）（MC、リーダー）
- STICKY（スティッキー）（MC)
- bay4k（ベイフォーケー）（MC）
- MANNY（マニー）（MC）
- 林鷹（ハヤシタカ）（MC）
- SAC（サック）（トラックメイカー）

## 旧メンバー
- I-DeA　（アイデア）　（トラックメイカー）
  - 脱退後もグループの活動はサポートし続けている。
- DJ ISSO   （ディージェイイッソ）   （ＤＪ）
  - SD JUNKSTAの元メンバー。『THE ALBUM』のクレジットにSCARSのメンバーとしても記載がある。
- HAZE  （ヘイズ）
  - 結成当時の初期メンバー。音楽活動はしていなかった模様。

## 来歴
- リーダーであるA-THUGの中学時代の友人（MANNY、HAZE、SAC）が集まり、神奈川県川崎市川崎区にて結成。
- 後にSEEDA、BES、I-DeA、そして、A-THUGの幼馴染であるSTICKYらがメンバーに加わる。
- 10代の頃よりスケボーやダンスをしていたA-THUGは、ストリートカルチャーや周りの先輩に影響され、自身もニューヨークへ渡米する。そこで出会ったプエルトリコ人の友人の家で、『スカーフェイス』（1983年）や、『カリートの道』（1993年）などを見せられ、現地でサバイブするハスラーと交流し、自身も帰国後ハスラーとなりストリートライフに身を投じて行く。この当時、周りの友人達（MANNY、HAZE、SAC）と車の中で「オレら、スカーズだべ」という話しになり、その場のノリのような会話でSCARSが結成された。但し、この頃は本格的な音楽活動は行っておらず、ストリートで活動するチームのような物だった。そのチームが現在のSCARSの原型となっている[1]。
- 2003年、この当時既に東京のシーンを中心に活躍していた、SEEDAがMANNYを介してSCARSに加入。
- 2004年8月発表のI-DeAの『セルフ・エクスプレッション』に収録された『Whoa （feat.SEEDA）のミュージックビデオでは、当時収監中だったA-THUGへ向けて、メンバーが『FREE TONY HYDRO』と印刷されたTシャツを着て出演している。
- 2004年-2006年頃、池袋bedを中心にSWANKY SWIPEで活動していたBES、トラックメイカーのI-DeA、A-THUGの幼馴染だったSTICKYと、中学の2学年上の先輩だったbay4kもメンバーに加わり本格的な音楽活動をスタートする。 SEEDA&DJ ISSOのMIX CDシリーズ『CONCRETE GREEN』もこの時期にリリースが始まった。盛んなライブ活動を展開し、ストリートライフをリアルに綴った内容で話題になり実話ナックルズに特集が組まれる。
- 2006年9月2日、SCARSの1stアルバム『THE ALBUM』がP-VINE／FLASH SOUNDSより発売。トータルプロデュースはI-DeA、A&Rには当時P-VINEに在籍し、MSC (音楽グループ)の1stアルバム『Matador』　（2003年2月25日/P-VINE）なども手掛けていた佐藤将氏が参加した。この年、音楽雑誌「blast」（シンコー・ミュージック・エンタテインメント）の『Blast Award 2006』で2位という評価を得る[2]。
- 1stアルバム『THE ALBUM』を出してからの2年後、2008年9月にSEEDAがブログで2ndアルバムの製作を発表。A-THUGが再び刑務所に服役し、裁判費用を稼ぐのも製作の理由の一つであった。
- 2008年12月31日、2ndアルバム『NEXT EPISODE』をP-VINE／SCARS ENTERTAINMENTより発売。トータルプロデュースは前作に引き続きI-DeAが担当。タイトルは当初「RE-UNION」のはずであったが、BESの不参加、A-THUGは刑務所に入り身動きが取れない、そして今作収録の「曝けだす」で明らかになったSTICKYとbay4kの不和等の理由でとても再結成とは言えないので「NEXT EPISODE」となった[3]。
- 2009年8月、未発表音源や新曲が収録されたMIX CD『SCARS PRESENTS THE MIX』が発売される。
- 2009年12月2日、STICKYが1stソロアルバム『Where's My Money』をP-VINE／SCARS ENTERTAINMENTより発売。トータルプロデュースはI-DeAが担当。ディスクユニオンの初回盤のみ全曲のインストを収録したCD-Rが付属される。
- 2010年5月28日、STICKYが、大麻取締法違反の疑いで神奈川県警川崎署に逮捕される。
- 2010年12月15日に『SCARS EP』を発売するが、フルメンバーの参加には至らなかった。
- 2011年、I-DeAがグループを脱退する（脱退後もグループの活動はサポートし続けている）[4]。
- 2011年11月23日、A-THUGが1stソロアルバム『BRIGHT SON!!』を発売。DJ MUNARIプロデュースの『STREET N.Y』を収録し、客演にはESSENCIALからSNIPE、THUG FAMILYからTOPらが参加した。
- 2012年4月13日、川崎クラブチッタにて＜K'$ UP SPRING JAM 2012 ～SAIGON JAPAN TOUR & SCARS IS BACK?!～＞が開催。 Saigonの前座として久々にフルメンバーが揃って復活ライブを披露した。また、名曲『STARSCAR』を収録したシングルが会場限定で販売され、前売りチケット購入者全員にSCARSの未公開PVや新曲などを収録したDVDがプレゼントされた。
- 2012年6月13日発売の『DJ MUNARI x AraabMuzik /Hell"O"Rama / feat.SCARS』より林鷹が正式なメンバーとしてクレジットされている。
- 2016年、音楽プロデューサーのYuto.comによる『STARSCAR』のRemixがYoutubeに公開される。2023年8月現在の再生回数は1196万回を記録している。
- 2018年12月15日、東京発祥のストリートブランド「BlackEyePatch」がSCARSを題材とした写真展を開催した。なお撮り下ろしたのは現在ニューヨーク在住のフォトグラファー小浪次郎氏
- 2019年6月19日、廃盤となり長らく入手困難だったファースト・アルバム『THE ALBUM』がリイシュー。続いて7月17日にセカンド・アルバム『NEXT EPISODE』もリイシューされた。
- 2021年1月13日、STICKYが自死により逝去。(脳梗塞などの別の死因については誤情報である)[要出典]
- 2021年春頃、A-THUGがニューヨークへ渡米。
- 2022年11月16日、SCARSと同じく"川崎サウスサイド"を地元とするラッパー、KWSK AGGYがDJ SPACE KIDとSCARSの『Come Back』をサンプリングした楽曲『G.O.A.T.』を発表。REMIXバージョンにSCARSからA-THUG、bay4k、BESが参加した。

## ディスコグラフィー

### アルバム
- 『THE ALBUM』（FLASH SOUNDS INC/P-Vine Records、2006年9月2日）
- 『NEXT EPISODE』（SCARS ENTERTAINMENT、2008年12月31日）
- 『SCARS EP』（LEGENDARY INC、2010年12月15日）

### MIX CD
- 『SCARS PRESENTS THE MIX』（SCARS ENTERTAINMENT、2009年8月19日）

### DVD
- 『RED LINE VOL.1』（TNRF ENTERTAINMENT、2008年6月6日)
- 『SPRING JAM 2012』（SCARS ENTERTAINMENT、2012年4月13日）

### 参加楽曲
- 「Dogg Life feat. TWIGY ,SCARS」V.A 『JAPANESE RAP STA ：ON BOOT STREET（2006年10月4日）
- 「Hell"O"Rama feat. SCARS」DJ MUNARI『HIKIGANE』（2012年6月13日）